# Винклер, Георг Карл
Георг Карл Винклер (нем. Georg Carl Winkler; 7 октября 1902, Орламюнде — не ранее 1989) — немецкий дирижёр и композитор.
Окончил Веймарскую высшую школу музыки (1923), где учился, в частности, у Рихарда Ветца и Бруно Хинце-Райнхольда. В 1924 г. дополнительно занимался композицией под руководством Пауля Хиндемита. До 1926 г. преподавал и выступал как пианист в Йене, в 1926—1927 гг. репетитор в Веймарской опере, в 1927—1928 гг. — в Новом театре в Лейпциге. В 1928—1931 гг. дирижёр в оперном театре Геры, в 1932—1933 гг. в Магдебурге, в 1933—1934 гг. в Котбусе, в 1934—1942 гг. снова в Гере, но уже как музыкальный руководитель театра. В 1945—1947 гг. генеральмузикдиректор Зондерсхаузена и руководитель городского оркестра, в 1948—1950 гг. дирижёр в Халле, в 1950—1960 гг. в Киле (с 1952 г. генеральмузикдиректор). С 1960 г. преподавал в Высшей школе Фолькванг в Эссене, с 1968 г. профессор.
Винклеру принадлежит переработка оперетты Жака Оффенбаха «Робинзон Крузо» (1930, под названием «Робинзонада»). Кроме того, для некоторых своих постановок он переводил на немецкий язык оперные либретто (в частности, «Амелия едет на бал» Джанкарло Менотти и «Лукреция» Отторино Респиги), участвовал (в соавторстве с Йоахимом Попелькой) в создании новых немецких редакций для либретто к ряду опер Джузеппе Верди.